# Myponga
Myponga – miasto w Australii, w stanie Australia Południowa.